# Třída Sirena
Třída Sirena byla třída pobřežních ponorek italského královského námořnictva. Celkem bylo postaveno 12 jednotek této třídy. Ve službě v italském námořnictvu byly v letech 1933–1948. Účastnily se bojů druhé světové války. Ve válce jich bylo 11 ztraceno.

## Stavba
Ponorky představovaly druhou z pěti skupin italských 600tunových pobřežních ponorek. Oproti předcházející třídě Argonauta byly mírně větší. Celkem bylo postaveno 12 ponorek této třídy. Do jejich stavby se zapojily italské loděnice Cantieri Riuniti dell'Adriatico (CRDA) v Monfalcone, Tosi v Tarentu, Cantieri navali del Quarnaro (CNQ) ve Fiume a OTO v Muggiano. Do služby byly přijaty v letech 1933–1934.
Jednotky třídy Sirena:
| Jméno     | Loděnice | Založení kýlu | Spuštěna          | Vstup do služby | Poznámky                                                                                                  |
| --------- | -------- | ------------- | ----------------- | --------------- | --- |
| Ametista  | OTO      | 1931          | 26. dubna 1933    | duben 1934      | Dne 12. září 1943 v Anconě potopena vlastní posádkou.                                                     |
| Anfitrite | CRDA     | 1931          | 5. srpna 1933     | březen 1934     | Dne 6. března 1941 v Egejském moři potopena britským torpédoborcem HMS Greyhound.                         |
| Diamante  | Tosi     | 1931          | 25. května 1933   | 1933            | Dne 20. června 1940 poblíž Tobruku potopena britskou ponorkou HMS Parthian.                               |
| Galatea   | CRDA     | 1931          | 5. října 1933     | červen 1934     | Vyřazena 1948.                                                                                            |
| Naiade    | CRDA     | 1931          | 27. března 1933   | listopad 1933   | Dne 14. prosince 1940 poblíž přístavu Bardia potopena britskými torpédoborci HMS Hereward a HMS Hyperion. |
| Nereide   | CRDA     | 1931          | 25. května 1933   | únor 1934       | Dne 13. července 1943 poblíž Augusty potopena britskými torpédoborci HMS Echo a HMS Ilex.                 |
| Ondina    | CRDA     | 1931          | 2. prosince 1933  | září 1934       | Dne 11. července 1942 poblíž Bejrútu potopena jihoafrickými trawlery HMSAS Protea a HMSAS Southern Maid.  |
| Rubino    | CNQ      | 1931          | 29. března 1933   | březen 1934     | Dne 29. června 1940 v Jónském moři potopena britským letectvem.                                           |
| Sirena    | CRDA     | 1931          | 26. ledna 1933    | říjen 1933      | Dne 9. září 1943 v La Spezia potopena vlastní posádkou.                                                   |
| Smeraldo  | Tosi     | 1931          | 23. července 1933 | listopad 1933   | Přibližně 16. září 1941 ve středním Středomoří ztracena z neznámé příčiny.                                |
| Topazio   | CNQ      | 1931          | 15. května 1933   | duben 1934      | Dne 12. září 1943 poblíž Sadinie potopena britským letectvem.                                             |
| Zaffiro   | OTO      | 1931          | 28. června 1933   | červen 1934     | Přibližně 9. června 1942 potopena britským letectvem.                                                     |

## Konstrukce
Nesly čtyři příďové a dva záďové 533mm torpédomety se zásobou 12 torpéd. Dále nesly jeden 100mm kanón a čtyři 13,2mm kulomety. Pohonný systém tvořily dva diesely Fiat o výkonu 1200 bhp a dva elektromotory CRDA o výkonu 800 bhp, pohánějící dva lodní šrouby. Ponorky Diamante, Rubino, Smeraldo a Topazio by vybaveny disely Tosi a elektromotory Marelli. Nejvyšší rychlost dosahovala 14 uzlů na hladině a 7,7 uzlu pod hladinou. Dosah byl 2280 námořních mil při rychlosti 12 uzlu na hladině a 72 námořních mil při rychlosti 4 uzly pod hladinou. Operační hloubka ponoru dosahovala 80 metrů.

### Modifikace
V letech 1942–1943 ponorky Ametista, Nereide, Ondina, Sirena, Topazio a Zaffiro dostaly menší velitelskou věž.